# Attawapiskat

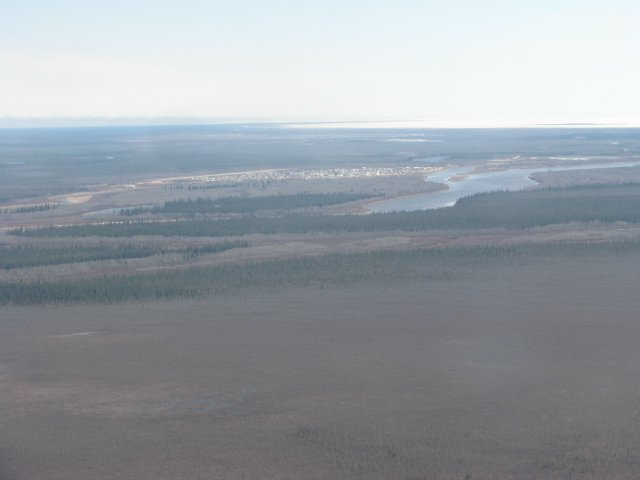
Vista aerea del fiume

L'Attawapiskat è un fiume del Canada che scorre nell'Ontario. Il fiume nasce dal Lago Attawapiskat poi scorre verso est per circa 750 chilometri fino ad immettersi nella Baia di James.